# Beamys
Beamys é um gênero de roedores da família Nesomyidae.

## Espécies
- Beamys hindei Thomas, 1909
- Beamys major Dollman, 1914